# Flowing Springs (Arizona)
Flowing Springs es un lugar designado por el censo ubicado en el condado de Gila en el estado estadounidense de Arizona. En el Censo de 2010 tenía una población de 42 habitantes y una densidad poblacional de 9,49 personas por km².

## Geografía
Flowing Springs se encuentra ubicado en las coordenadas 34°18′34″N 111°20′5″O / 34.30944, -111.33472. Según la Oficina del Censo de los Estados Unidos, Flowing Springs tiene una superficie total de 4.43 km², de la cual 4.42 km² corresponden a tierra firme y (0.12%) 0.01 km² es agua.

## Demografía
Según el censo de 2010, había 42 personas residiendo en Flowing Springs. La densidad de población era de 9,49 hab./km². De los 42 habitantes, Flowing Springs estaba compuesto por el 97.62% blancos, el 0% eran afroamericanos, el 0% eran amerindios, el 0% eran asiáticos, el 0% eran isleños del Pacífico, el 0% eran de otras razas y el 2.38% pertenecían a dos o más razas. Del total de la población el 0% eran hispanos o latinos de cualquier raza.